# Touro (Vila Nova de Paiva)
Pour les articles homonymes, voir Touro.
Touro est une paroisse civile portugaise (en portugais : freguesia) de la municipalité de Vila Nova de Paiva dans le district de Viseu.

## Géographie
Touro est située à environ 800 mètres d'altitude, dans l'ancienne région de la Beira Alta. Elle est traversée par le Rio Côvo, affluent de la rivière Paiva (en).

## Démographie
Lors du recensement de 2021, Touro compte 819 habitants.